# Fernando Cardoso (matemático)
Fernando Antonio Figueiredo Cardoso da Silva (Olinda, 29 de novembro de 1939) é um professor associado da Universidade Federal de Pernambuco e membro titular da Academia Brasileira de Ciências. Foi condecorado como Comendador da Ordem Nacional do Mérito Científico.

## Biografia
Graduou-se em Engenharia elétrica na Universidade Federal de Pernambuco em 1962. Em 1965, obteve o mestrado em Matemática na Universidade de Nova Iorque, onde também obteve o doutorado em Matemática, em 1968.